# Кроче Пили (Кјети)
Кроче Пили (итал. Croce Pili) је насеље у Италији у округу Кјети, региону Абруцо.
Према процени из 2011. у насељу је живело 15 становника. Насеље се налази на надморској висини од 269 м.